# Chemins de fer de Paris à Lyon et à la Méditerranée
Az 1857-ben alapított Chemins de fer de Paris à Lyon et à la Méditerranée (magyar nyelven: Párizs-Lyon és a Földközi-tenger közötti vasúttársaság), más néven a Párizs-Lyon-Méditerranée vagy egyszerűen csak PLM, az összes francia vasúttársaság államosításáig és a Société nationale des chemins de fer français (SNCF) 1938. január 1-jei megalapításáig Franciaország egyik fő vasúttársasága volt.

## Története
Az 1857. július 3-án alapított PLM 1858 és 1862 között a korábbi Párizs-Lyon és Lyon-Méditerranée társaságok egyesüléséből, valamint később számos kisebb vasúttársaság beolvasztásából jött létre. A PLM elsősorban Délkelet-Franciaországban működött, fővonala Párizst Dijon, Lyon és Marseille érintésével a francia Riviérával kötötte össze. A vállalat volt az algériai vasutak üzemeltetője is.
A PLM 1938-ban beolvadt a többségi állami tulajdonban lévő Société nationale des chemins de fer français-ba, és hálózata az SNCF délkeleti régiójává vált.

## Műalkotások
A PLM megbízást adott Roger Broders plakátművésznek, és szponzorálta a francia Riviérára és a francia Alpokba tett utazásait, hogy felkereshesse műveinek témáit. A PLM számára készített utazási plakátok litográfiái ma is kaphatók a kereskedelemben. Több rajzolójuk is jelentős karriert futott be, köztük Alfred Grévin és David Dellepiane.

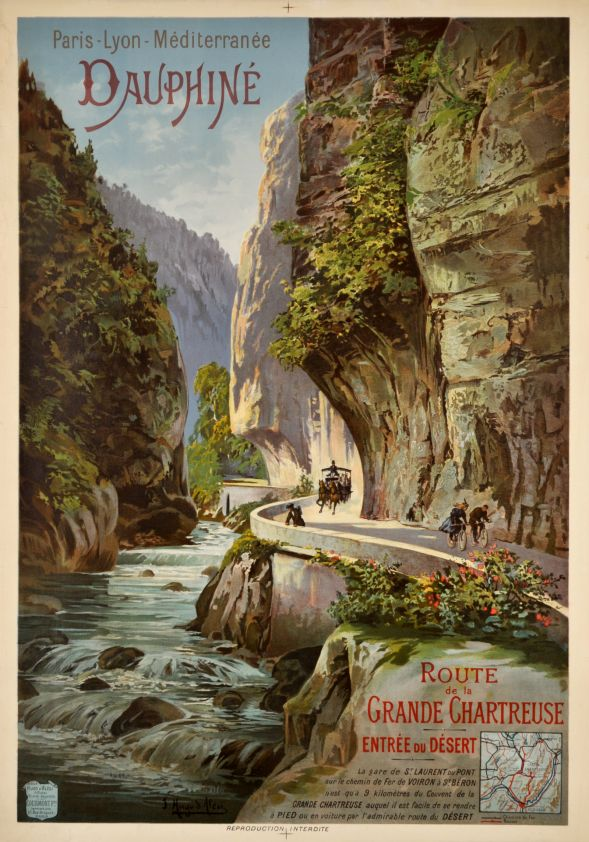
Hugo d'Alesi 1895-ös PLM plakátja a Dauphiné régió népszerűsítésére
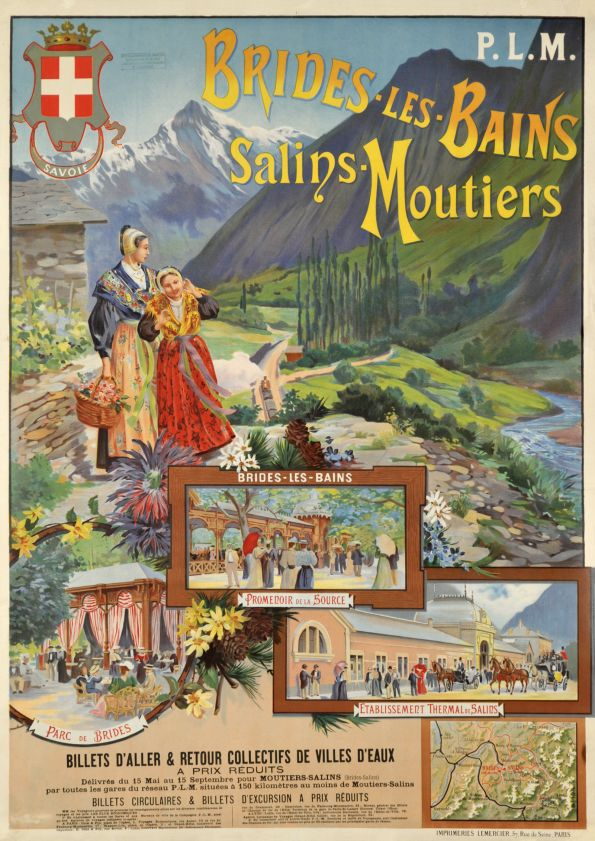
1895-ben Henry Ganier által készített PLM plakát a Savoie régió népszerűsítésére
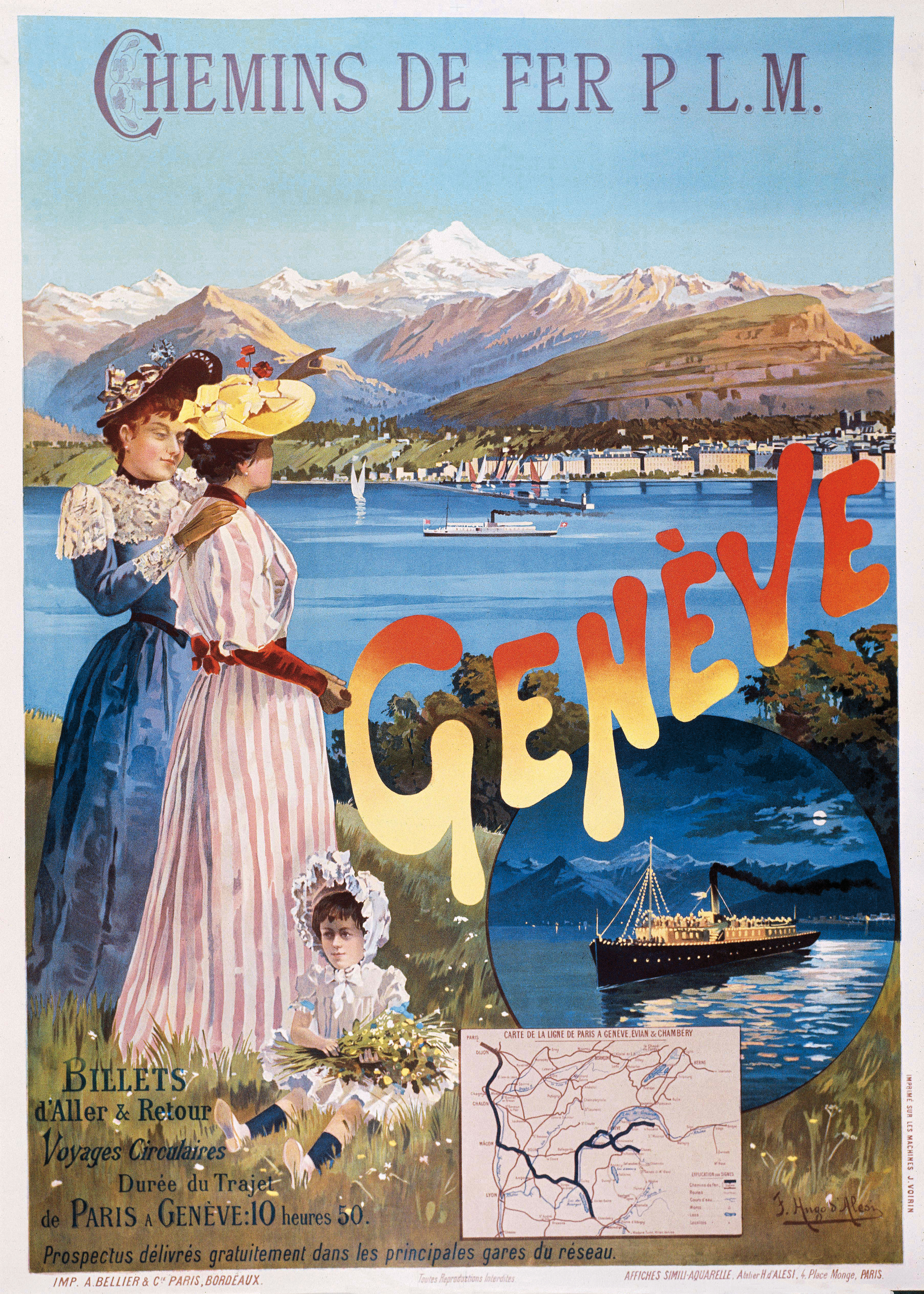
1895-ös Hugo d'Alesi PLM plakátja a genfi régió népszerűsítésére
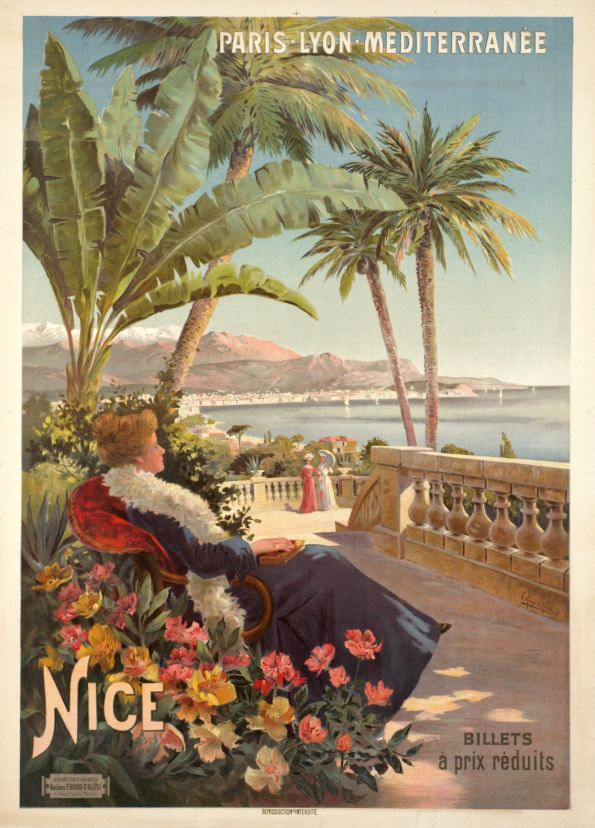
1900-as Hugo d'Alesi által készített PLM plakát a francia Riviéra régió népszerűsítésére
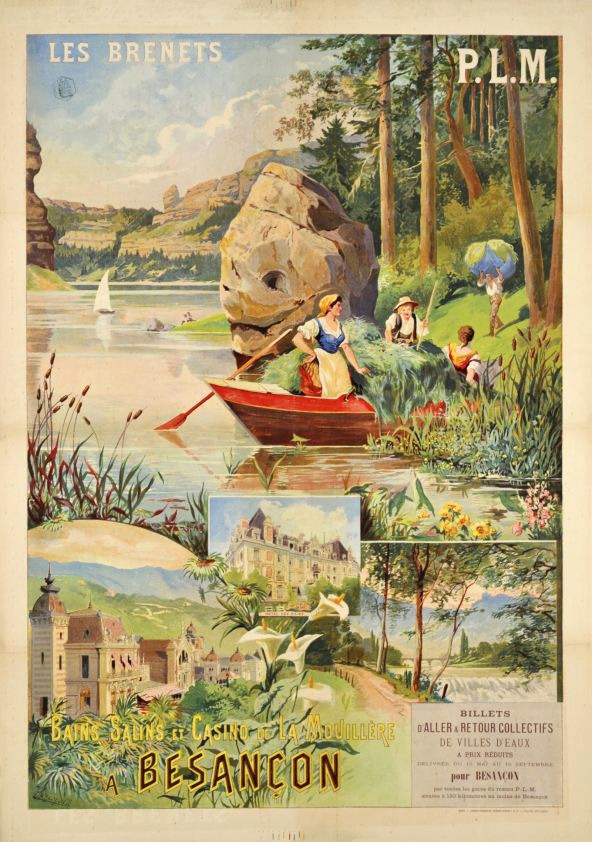
1905-ös  Henry Ganier által készített PLM plakát a Jura régió népszerűsítésére

## A párizsi székház

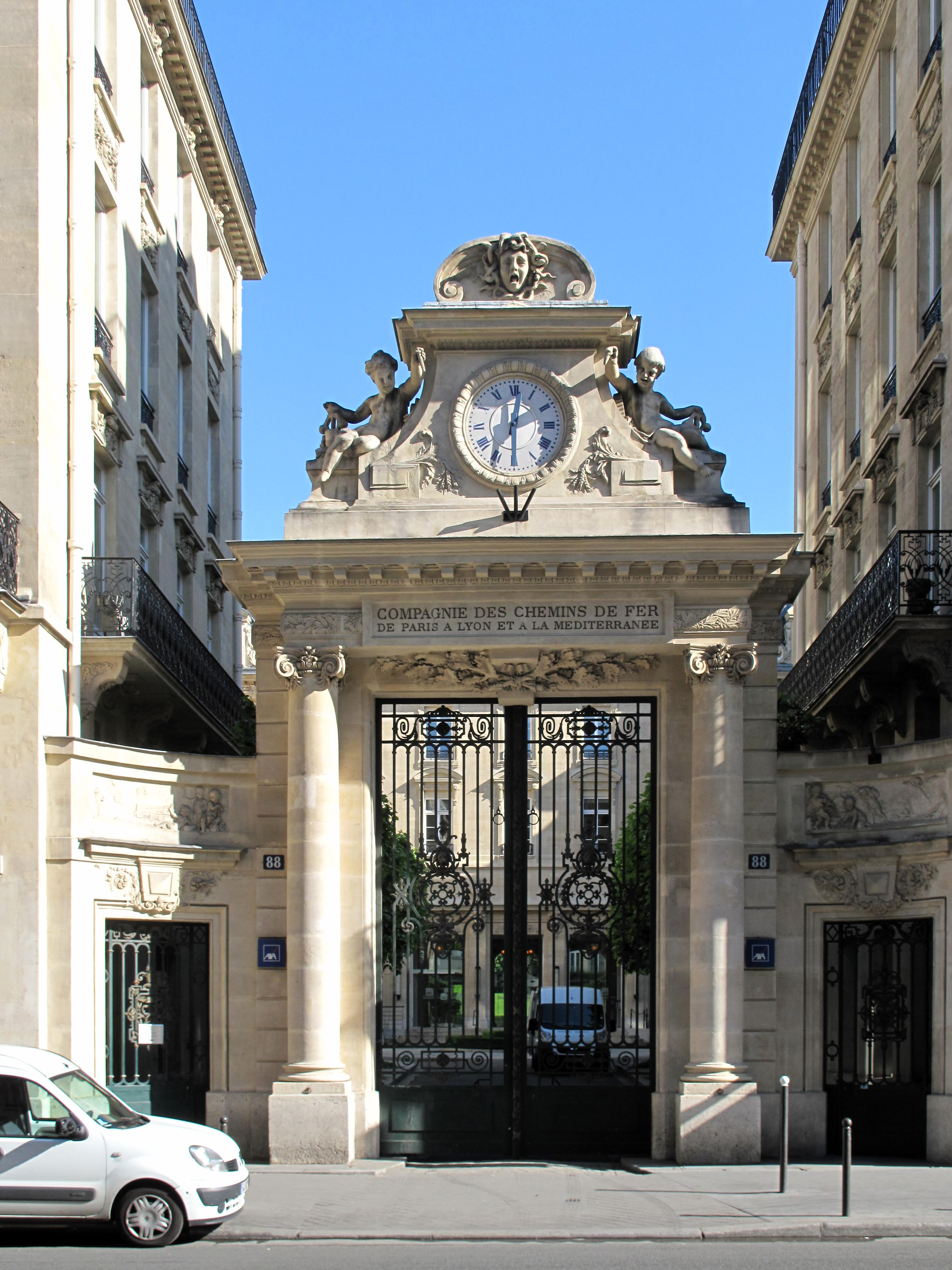
A párizsi Saint-Lazare utca 88. szám alatti székház bejárati portálja, 2009-ben készült felvétel

A PLM székháza volt a francia vasúttársaságok legpazarabb székháza.  Az 1860-as évek végén épült a Tivoli kert egykori területén, főbejárata a rue Saint-Lazare 88. szám alatt volt.
Amint 1938. január 1-jén megalakult az SNCF, a korábbi PLM székháza lett az új állami vállalat központja. Az SNCF központja 1999-ig maradt itt, amikor is a Paris Gare Montparnasse melletti új épületbe költözött át. Az egykori PLM épületét ezt követően a Crédit Agricole biztosítási üzletága vásárolta meg, Anthony Béchu építész tervei alapján felújították, és a hely vasút előtti múltjára utalva Le Tivoli névvel látták el. 2003-tól az AXA irodája, majd 2014-től a Covéa biztosító székhelye lett. Az egykori PLM épületét a Crédit Agricole biztosítótársaság vette meg.

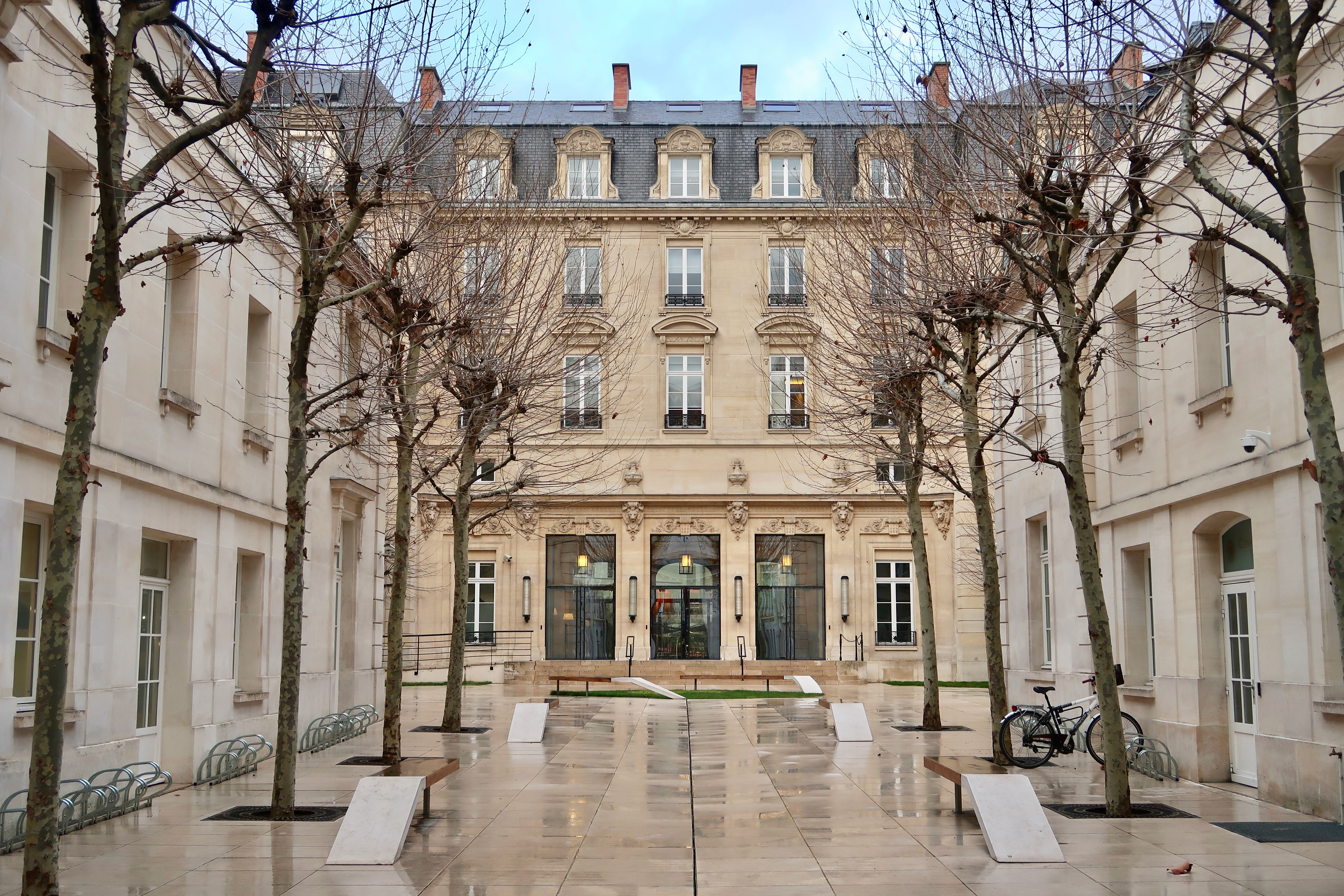
A felújított PLM-székház udvara
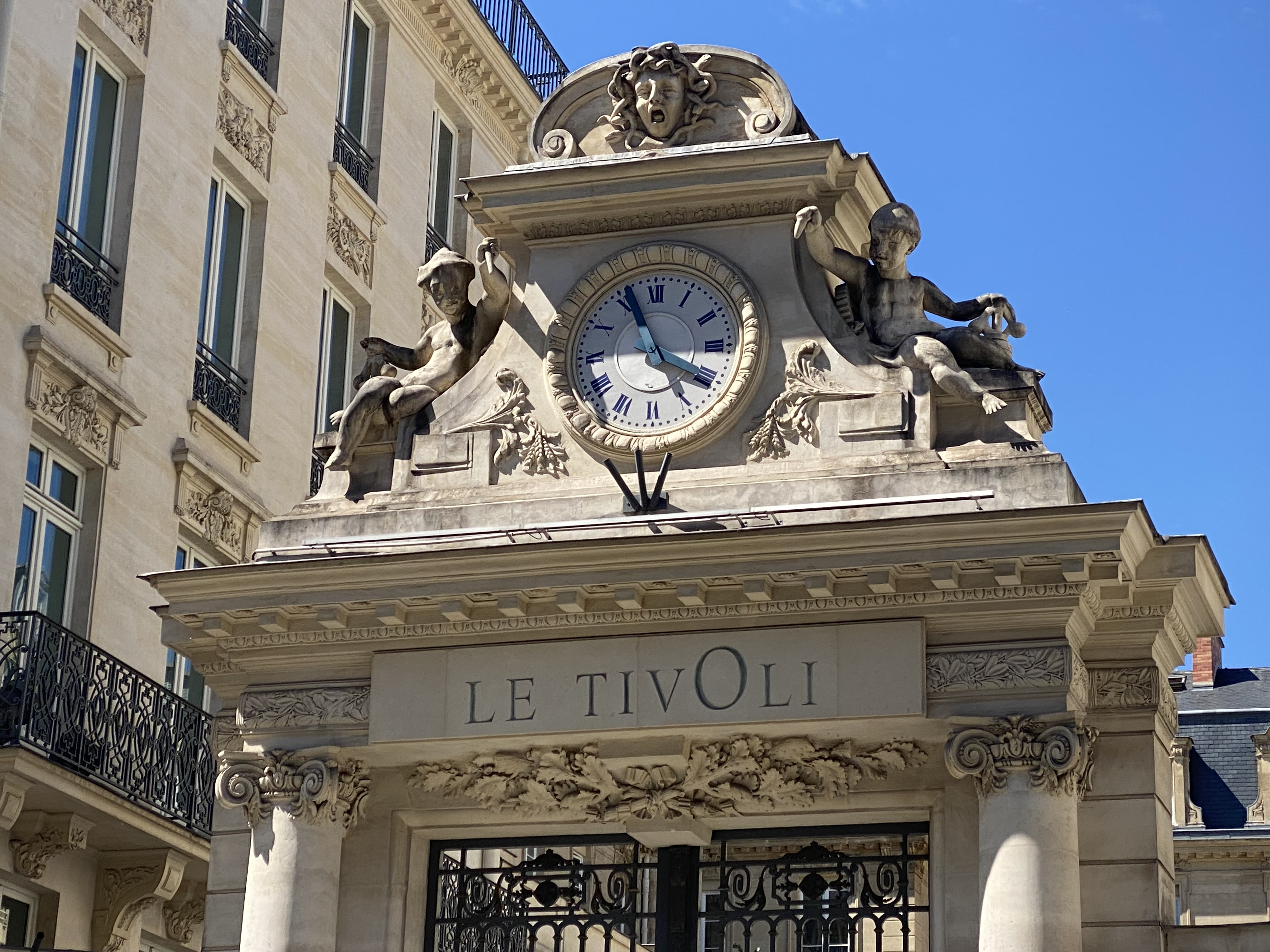
A bejárati portál részlete, miután a 2010-es években a PLM nevet "Le Tivoli"-ra cserélték le.